# Teobaldo Depetrini
Teobaldo Depetrini (ur. 12 marca 1914, zm. 8 stycznia 1996 w Turynie) – włoski piłkarz urodzony w Vercelli w prowincji Vercelli. Grał w takich klubach jak Pro Vercelli, i Juventus F.C.
Juventus F.C. skorzystał z pomocy Depetriniego w roli kierowniczej w ramach sezonu 1959, jednak został szybko zastąpiony przez Renato Cesarini.

## Sukcesy

### Z Juventusem
- Mistrz Włoch: 1933/34, 1934/35,